# Orepukia riparia
Orepukia riparia – gatunek pająka z rodziny Cycloctenidae.

## Taksonomia
Gatunek ten opisany został po raz pierwszy w 1973 roku przez Raymonda Roberta Forstera i Cecila Louisa Wiltona w czwartej części monografii poświęconej pająkom Nowej Zelandii. Jako miejsce typowe wskazano brzegi zatoki Te Waewae przy ujściu Rowallan Stream.

## Morfologia
Holotypowa samica ma karapaks długości 4,2 mm i szerokości 2,8 mm oraz opistosomę (odwłok) długości 4 mm i szerokości 2,1 mm. Allotypowy samiec ma karapaks długości 3,1 mm i szerokości 2,4 mm oraz opistosomę długości 2,7 mm i szerokości 1,9 mm. Ośmioro oczu rozmieszczonych jest w dwóch rzędach, spośród których w widoku grzbietowym przedni jest prawie prosty, a tylny odchylony. W widoku od przodu przedni rząd oczu jest lekko odchylony, a tylny mocniej odchylony. Szczękoczułki ustawione są pionowo i mają po 2 zęby na krawędziach tylnych oraz po 2 większe i grupkę małych ząbków na krawędziach przednich bruzd. Szerokość wciętej u podstawy wargi dolnej jest większa lub równa jej długości. Odnóża są obrączkowane. Kolejność par odnóży od najdłuższej do najkrótszej to: IV, I, II, III. Pazurki górne mają 13 ząbków, zaś pazurki dolne 4 ząbki. Opistosoma samicy ma wierzch czarno cieniowany z rozjaśnieniem w części przednio-bocznej i trzema parami skośnych plam z tyłu, spód zaś ma jasny z przyciemnieniem wokół kądziołków przędnych.

## Ekologia i występowanie
Gatunek ten jest endemitem Nowej Zelandii, znanym tylko z Wyspy Południowej, z regionu Southland. Spotykany był w szczelinach skalnych klifów.